# لاري وول
لاري وول (بالإنجليزية: Larry Wall)‏ من مواليد 27 سبتمبر 1954 في لوس أنجلس، هو مبرمج حاسوب ومؤلف وعالم لغات أمريكي. كما يُعرف بأنه مبتكر لغة البرمجة بيرل.
كما أنه مبتكر البرمجيات:
1. (rn) قراءة الأخبار.
2. (patch) تحديث كلي لمصدر ما.

فاز ب (IOCCC) مرتين وفي سنة 1998 بمكافأة من (Free Software Foundation) لأجل البرامج الحرة.

## وصلات خارجية
- لاري وول على موقع الموسوعة البريطانية (الإنجليزية)
- لاري وول على موقع إن إن دي بي (الإنجليزية)
- صفحة شخصية